# Cantone di Orgon
Il Cantone di Orgon era una divisione amministrativa dell'arrondissement di Arles.
A seguito della riforma approvata con decreto del 18 febbraio 2014, che ha avuto attuazione dopo le elezioni dipartimentali del 2015, è stato soppresso.

## Composizione
Comprendeva i comuni di:
- Cabannes
- Eygalières
- Mollégès
- Orgon
- Plan-d'Orgon
- Sénas
- Saint-Andiol
- Verquières